# Chancho 6
Chancho 6 es el sexto disco y primero en vivo de la banda chilena Chancho en Piedra. 
Chancho 6 fue grabado en vivo el 6 de diciembre de 2003 en el estadio Víctor Jara ante ocho mil personas y marca el sexto trabajo del grupo y el primero en vivo. El álbum hace un recorrido de los éxitos de sus cinco anteriores trabajos, partiendo con el medley «Del porque se cohíbe yakuza cuando se vuelve mono», de más de 8 minutos.
Algunas canciones clásicas las re-vistieron dándoles un aire nuevo, como es el caso de «Paquidermo» (Peor es mascar lauchas, 1995) en una versión jazzera y más corta que la original y «Lophopora» (Marca Chancho, 2000) en una versión absolutamente unplugged. No se puede dejar de lado el infaltable «Guach Perry» que incluye «Equilibrio Espiritual» de Freddy Turbina (parte de 31 minutos, placa con la que Pablo Ilabaca ganó el Altazor 2004 a mejor disco pop-rock). También se incluye un tema inédito en el disco, «Mono porfiado». Mismo nombre del nuevo juego que trae este material que consiste en cruzar la transitada Alameda sin que te atropelle alguna micro o te coma un perro. Una gran recopilación de tan sólo algunos de los mejores temas de Chancho en Piedra, de una década de trayectoria, conjugados con un sonido impecable y la alta fidelidad que logra la banda arriba del escenario.
De este material se realizó un DVD que recoge la energía y la calidad musical de Chancho en Piedra en vivo. La dirección de este DVD estuvo a cargo de Alaro Pruneda, quien también ha realizado los videoclips de ese álbum «Viejo diablo», «Calentón», «La vida del oso» y «Almacén» del nuevo disco Desde el Batiscafo.

## Lista de canciones

### Volumen 1
| N.º | Título                                                        | Duración |  |
| 1.  | «Del por qué se cohíbe Yakuza cuando se vuelve mono (medley)» | 8:20     |  |
| 2.  | «Animales disfrazados»                                        | 4:09     |  |
| 3.  | «Volantín»                                                    | 3:57     |  |
| 4.  | «Historias de amor y condón»                                  | 4:40     |  |
| 5.  | «Mono porfiado»                                               | 3:54     |  |
| 6.  | «Niño peo»                                                    | 1:46     |  |
| 7.  | «Paquidermo»                                                  | 4:03     |  |
| 8.  | «Guach Perry / Mi equilibrio espiritual (medley)»             | 7:32     |  |
| 9.  | «Lophophora»                                                  | 3:07     |  |
| 10. | «Güeinha de Ipanema»                                          | 2:15     |  |
| 11. | «Baldor»                                                      | 4:46     |  |
| 12. | «Peor es mascar lauchas / Chancho (medley)»                   | 2:58     |  |
| 13. | «Funky tu madre»                                              | 3:15     |  |
| 14. | «Viejo diablo»                                                | 5:12     |  |
| 15. | «La granja de los súper bebés»                                | 4:27     |  |
| 16. | «Edén»                                                        | 6:06     |  |

### Volumen 2
| N.º | Título                                             | Duración |  |
| 1.  | «Moscardovuzong (medley)»                          | 8:31     |  |
| 2.  | «Solo contra el mundo»                             | 4:53     |  |
| 3.  | «Vegetalma»                                        | 2:58     |  |
| 4.  | «Sinfonía de cuna»                                 | 3:27     |  |
| 5.  | «Huevos revueltos»                                 | 2:56     |  |
| 6.  | «Discojapi»                                        | 4:26     |  |
| 7.  | «El impostor»                                      | 4:52     |  |
| 8.  | «Cacho»                                            | 3:43     |  |
| 9.  | «Voy y vuelvo»                                     | 5:51     |  |
| 10. | «Invitación»                                       | 7:24     |  |
| 11. | «Calentón»                                         | 2:54     |  |
| 12. | «El durazno y el melón»                            | 5:20     |  |
| 13. | «Da la claridad a nuestro sol (junto a Tommy Rey)» | 4:52     |  |
| 14. | «Eligiendo una reina»                              | 4:22     |  |
| 15. | «Locura espacial»                                  | 3:54     |  |
| 16. | «Socio del Tamarugal»                              | 5:52     |  |

## DVD

### Contenido principal
1. Introducción
2. Del por qué se cohíbe yakuza cuando se vuelve mono
3. Animales disfrazados
4. Volantín
5. Huevos revueltos
6. Discojapi
7. Historias de amor y condón
8. Guach Perry / Mi equilibrio espiritual
9. Peor es mascar lauchas / Chancho
10. Funky tu madre
11. Solo contra el mundo
12. Cacho
13. Baldor
14. Eligiendo una reina
15. Locura espacial
16. Moscardovuzong
17. El impostor
18. El durazno y el melón
19. Niño peo
20. Paquidermo
21. Da la claridad a nuestro sol (junto a Tommy Rey)
22. Socio del Tamarugal
23. Edén
24. Créditos

### Material adicional
1. Viejo diablo (videoclip)
2. Calentón (videoclip)
3. Mono porfiado (multiángulo)
4. Voy y vuelvo (acústico)
5. Invitación (acústico)

- Datos: Q5764441